# 紅子雞
紅子雞集團是中華人民共和國一家民营餐飲企業，1992年由陈中良在广东惠州市创立，並在惠州、上海、北京等地投资开设粤菜大酒楼及宾馆，例如广东惠州丰湖大酒店、上海红子鸡美食总汇、上海豪皇鲍翅海鲜大酒楼、上海徐汇红子鸡海鲜大酒楼，北京红子鸡鱼翅海鲜酒楼。其中位於澳门路昌化路路口的上海红子鸡美食总汇于1997年12月开业，一度是上海规模最大的餐厅之一，其中的服務員通過溜冰方式传菜。1998年，红子鸡美食总汇創下日营业额40多万元的上海餐饮业最高纪录。此外該飯店12000平方米营业面积、2000多个餐位、80多间贵宾包房、7500平方米停车场等九项數據也一度為上海餐饮业第一，一年中有近百万人次光顾，以至於當時被業界稱為红子鸡现象。2006年1月，企業被评为上海市著名商标。